# 2289 McMillan
2289 McMillan è un asteroide della fascia principale. Scoperto nel 1960, presenta un'orbita caratterizzata da un semiasse maggiore pari a 2,6330870 UA e da un'eccentricità di 0,1461528, inclinata di 2,15452° rispetto all'eclittica.